# Planningtorock
Planningtorock ou PTR é o projeto musical e nome artístico de Jam Rostron, multi-instrumentista, produtora musical, vídeomaker, artista performática e fundadora da Rostron Record, um selo de música independente localizado em Berlin, Alemanha.

## Biografia
O alter-ego de Jam, Planningtorock é uma fusão de todos os talentos de Rostron em uma apresentação audiovisual onde a música clássica, o glam rock, se fundem a imagens espaciais e hip-hop. Um violinista de formação clássica que começou a tocar aos oito anos, Rostron se mudou de Bolton, Lancashire, na Inglaterra, para Berlim, no início dos anos 90, sua persona, Planningtorock surgiu pela primeira vez em 2002, quando começou a atuar em clubes da cidade. Os shows ao vivo do Planningtorock romperam as fronteiras entre a arte e os concertos musicais, com Rostron usando capacetes e roupas bizarras enquanto interage com personagens de vídeo projetados em um telão. O single de estreia Modern Love e o EP Weimar Tour foram lançados no ano seguinte, uma mistura única de cordas pizzicato, beats e vocais roucos.
Planningtorock participou de duas faixas do álbum Tomorrow, In A Year, do grupo The Knife, além de contribuir com a produção do disco.

## Discografia

### Álbuns de estúdio
- Have It All (2006)
- W (2011)
- All Love's Legal (2014)

### Colaborações
- Tomorrow, In a Year (with The Knife and Mount Sims) (2010) No. 79 Belgium (Flanders), No. 24 Sweden, No. 10 US Billboard Dance/Electronic Albums, No. 32 US Billboard Heatseekers Albums

### Extended plays
- Eins (2004)
- Topics on a Foreign Mind (2004)
- Have It All Stringed Up (2006)
- Misogyny Drop Dead EP (2013)

### Mixtapes
- RA.266 (2011) (para Resident Advisor)[4]

### Singles
- "Changes/I Wanna Bite Ya" (2005)
- "Doorway" (2011)
- "The Breaks" (2011)
- "Living It Out" (2011)
- "Patriarchy Over & Out" (2012)
- "Misogyny Drop Dead" (2013)
- "Human Drama" (2014)

### Remixes
- The Knife – "Heartbeats" (2005)
- The Knife – "Marble House" (2006)
- Telepathe – "Devil's Trident" (2008)
- Austra – "Lose It" (2011)
- CREEP featuring Nina Sky – "You" (2011)
- Vicious Circle – "Cerebre" (2012)
- The Knife – '"Let's Talk About Gender Baby, Let's Talk About You And Me" (Full of Fire Rework)